# Loris grêle
Pour les articles homonymes, voir Loris.
Loris tardigradus
Espèce
Statut de conservation UICN

 EN C2a(i) : En danger
Statut CITES
Le loris grêle (Loris tardigradus) est une espèce de mammifères primates de la famille des Loridae. Ce strepsirrhinien se cache dans la forêt tropicale humide, au Sri Lanka. Il est l'un des rares mammifères à sécréter une toxine. L'espèce est menacée à cause de la déforestation de son habitat naturel.

## Description

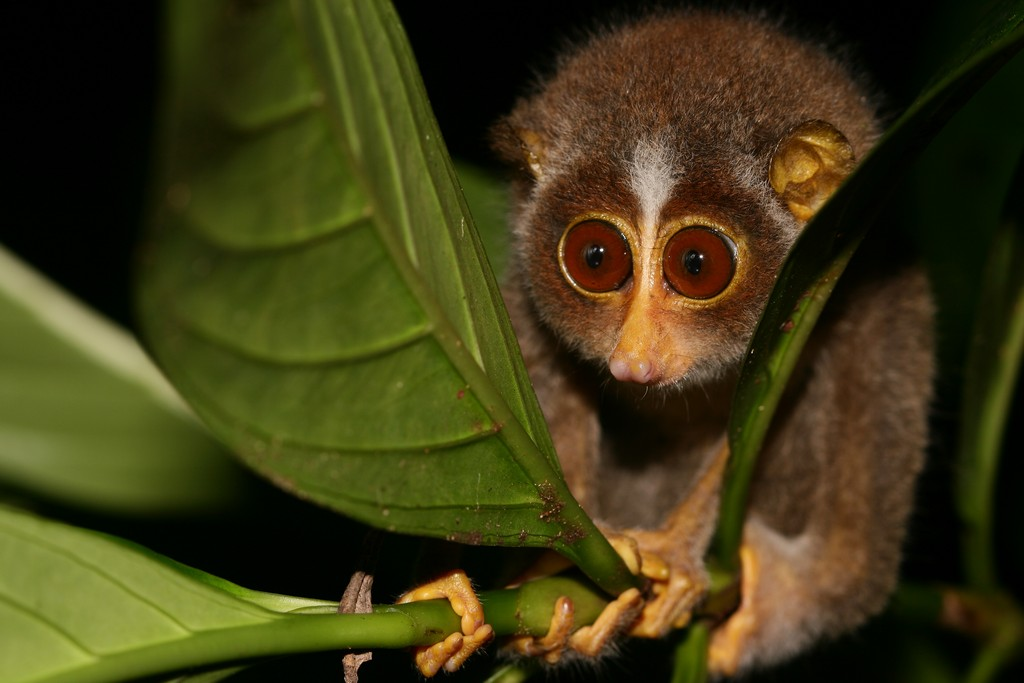
Loris grêle dans un arbre

Ce loris est un petit animal à fourrure gris-roux, s'éclaircissant sur le ventre et le pourtour de la face. Il est principalement identifiable grâce à ses très grands yeux, cerclés d'une tache noire. La face est plate avec un fin museau allongé et des oreilles rondes tournées vers l'avant. Le corps mesure de 18 et 25 cm et un adulte pèse de 85 à 369 g. Il n'a aucune queue visible. Les quatre membres sont grêles avec des antérieurs un peu plus courts et des doigts préhensiles dotés de petits ongles.
C'est le seul parmi les primates et l'un des rares mammifères à sécréter une toxine, comme le font aussi certaines espèces de musaraignes, également insectivores. Il chasse des insectes lents et son sens du goût peu développé lui permet de consommer des proies à l'odeur et au goût repoussants pour la plupart des animaux, comme certaines espèces de punaises. Il est ainsi adapté à une niche écologique pour laquelle les concurrents sont peu nombreux.
Ce mammifère aux mœurs nocturnes se nourrit d'insectes, de lézards, de feuilles tendres, de bourgeons, de fruits et d’œufs d'oiseaux qu'il attrape avec ses mains. Le jour, il se repose dans un arbre creux ou un nid de feuilles. 
Le loris est un animal social, qui vit en couple et en petits groupes. La femelle est adulte dès qu'elle est âgée de plus de dix mois. Elle est  en œstrus deux fois par an. Après 166 à 169 jours de gestation, elle a 1 ou 2 petits qu'elle allaite pendant six à sept mois.

### Liste des sous-espèces
- sous-espèce Loris tardigradus nycticeboides
- sous-espèce Loris tardigradus tardigradus

## Répartition et habitat
Cette espèce est endémique du Sri Lanka. La sous-espèce Loris tardigradus tardigradus est présente dans le sud-ouest du pays. Elle vit dans les forêts tropicales humides de plaine et les forêts marécageuses côtières en dessous de 470 m d'altitude. La sous espèce Loris tardigradus nycticeboides est présente dans le centre de l'île. Elle vit dans les forêts tropicales humides de montagne et les forêts de nuages entre 1650 et 2 000 m d'altitude. La température de son habitat varie entre 15,4 °C en mai-juin à -4 °C en décembre-janvier.

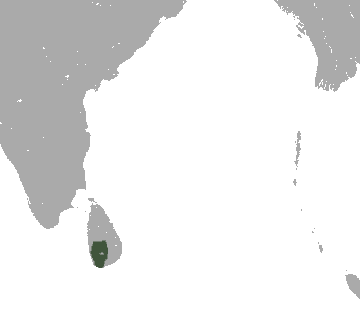
Répartition géographique en Asie

## Statut de conservation
Loris tardigradus est sur la liste rouge de l'Union internationale pour la conservation de la nature (UICN), avec le niveau de menace « en danger » (EN) depuis 2004. Il était déjà vulnérable (VU) depuis 1996. 
La sous-espèce Loris tardigradus nicticeboides (loris grêle des plaines d'Horton) n'a été vu que cinq fois depuis 1937. La quatrième fois avait été en 2002 et depuis on craignait sa disparition totale. Il a été vu de nouveau (et cette fois photographié, il s'agit d'un mâle adulte) à la fin de l'année 2009 dans le massif montagneux du centre du Sri Lanka. Le loris tardigradus nicticeboides est une des vingt-et-une espèces de primates d'Asie incluse entre 2000 et 2020 dans la liste des 25 espèces de primates les plus menacées au monde (inclus dans cette liste en 2004 et 2006).
Pour empêcher son extinction et celle d'autres espèces ayant peu de cousins proches, la Zoological Society of London a lancé un programme d'identification et d'aide à destination des créatures uniques les plus vulnérables de la planète. Baptisé EDGE (Évolutionnairement distinctes et internationalement menacées), ce projet de collecte de fonds a dressé une liste des 100 premiers mammifères possédant des caractéristiques inhabituelles et étant menacés d'extinction. Au cours des prochaines années, EGDE espère engager des campagnes en faveur de ces espèces.

## Trafic et actes de cruauté
Braconnés, les loris peuvent être vendus à des touristes ou à des particuliers à travers le monde comme animaux de compagnie exotiques. On estime que 30% à 90% des loris braconnés, et placés dans des cages, meurent durant leur transport. Une fois adopté, l'animal peut faire l'objet de vidéos présentées comme "attendrissantes", largement diffusées sur internet, dans lesquelles l'animal est mis en situation de détresse sans que son propriétaire en ait parfois conscience. En effet, plusieurs vidéos de loris caressés sur le ventre par leurs propriétaires montre un épisode de souffrance pour l'animal : le fait de lever les bras ne constitue pas un signe de plaisir pour le loris, mais un signe de peur. En outre, l'animal est souvent placé dans un espace trop petit pour lui et en pleine lumière, alors qu'il est nocturne. Ses propriétaires peuvent également lui arracher ses canines à la pince, sans anesthésie, afin de se prévenir de la toxine.